# Yannick Delpech
Pour les articles homonymes, voir Delpech.
 (février 2012).
Si vous disposez d'ouvrages ou d'articles de référence ou si vous connaissez des sites web de qualité traitant du thème abordé ici, merci de compléter l'article en donnant les références utiles à sa vérifiabilité et en les liant à la section « Notes et références ».
Yannick Delpech, né en 1976, est un chef cuisinier français.

## Biographie
Noté 17/20 au Gault et Millau, il est le plus jeune chef étoilé de France lorsqu'il obtient sa première étoile en 2000 à l’âge de 24 ans[réf. nécessaire]. 
En 2013, Yannick Delpech réalise un "rêve" qui lui tenait à cœur depuis ses années d'apprentissage en Pâtisserie, il ouvre la Pâtisserie SANDYAN rue Alsace-lorraine à Toulouse. 
En 2015, il intègre le jury de MasterChef, puis celui de « Le meilleur menu de France » aux côtés de Laurent Mariotte sur TF1.
En janvier 2019, il participe en tant que coach de Christine Bravo à la saison 4 du Meilleur Pâtissier : Les célébrités[réf. nécessaire].
En 2019, à la suite de ses propos et prises de positions envers le mouvement des Gilets jaunes critiquant les actes de violence perpétrés par certains des manifestants, il est la cible d'un cambriolage et son restaurant est dégradé et incendié. Le 29 janvier, sa voiture est incendiée et le feu d'origine volontaire endommage une partie des locaux de son restaurant «L'Amphitryon» à Colomiers,.
En septembre 2019, il demande à ne pas figurer dans le Guide Michelin 2020.
À l'automne 2019, l'Amphitryon est devenu DRDO (Des Roses et Des Orties) et ouvre sur le site historique dans un cadre complètement remanié à la suite de l'incendie du début d'année.
En 2020, il enrichit l'offre SANDYAN en y proposant son propre pain réalisé à partir de farines sélectionnées de la filière CRC.
En janvier 2021, contacté par un Gourmand passionné de Charcuterie, il s'investit dans le projet qui donnera naissance à la Charcuterie Pâtissière MELSAT en référence aux origines Tarnaises du chef et de celui qui est devenu son associé. L'aventure MELSAT est basée sur les valeurs locavores, le respect des producteurs et toujours l'excellence des produits qui ont fait le succès de tous ses projets.